# هی هو چوان
مشت‌زنی ببر سیاه شاندونگ شائولین (به چینی: 黑虎拳، هی هو چوان) یا کونگ‌فوی ببر سیاه، یک‌نوع هنر رزمی چینی شمالی است که از استان شاندونگ سرچشمه گرفته‌است.

## تکنیک‌ها
آنرا بیشتر به خاطر رقص پای گسترده، ضربات آکروباتیک، حالت‌های ایستادن پایین و پهن و نیز روش یکتای نگه‌داشتن مشت (که در آن انگشت شست را برخلاف دیگر هنرهای رزمی به موازات دیگر انگشتان بر رویشان خم کنند.) می‌شناسند. برطبق گفته‌های اساتید شائولین،این هنر رزمی تنها سبک کاملاً بیرونی در هنرهای رزمی است که هرچه هنرآموز بیشتر در آن تمرین کند بیشتر از نیروهای درونی فاصله می‌گیرد. از این لحاظ بسیار شبیه آخوندک شمالی است. 

## سرچشمه
ابتدای خط دودمان سنتی این هنر به استاد وانگ ژنیوآن در ابتدای قرن نوزدهم می‌رسد اما در اصل این سبک پیش از رسیدن به دست وانگ در معبد شائولین در استان هنان پدید آمده‌است. این هنر پس از وانگ ژنیوآن به وانگ زیجیو، سپس به وانگ ژیخیائو و سپس به سو فویوآن (به کانتونیز:Souw Hok Gwan) رسید. امروز این سبک در برخی کشورهای دیگر همچون هلند و اندونزی نیز آموزش داده می‌شود.